# 인두후농양
인두후농양(retropharyngeal abscess, RPA)은 인두 뒤벽의 뒤쪽(인두후공간)에 위치한 조직에 발생한 농양이다. 인두후농양은 보통 깊은 곳의 조직에서 발생하기 때문에 신체검사만으로 진단하기는 어렵다. 인두후농양은 비교적 흔하지 않은 질병이기 때문에 목경직, 근육통, 삼킴장애, 그 외 여러 인두후농양의 증상을 보이는 어린 환자에서 조기에 진단하기가 어렵다. 진단과 치료가 늦어지면 사망에 이를 수 있기 때문에 조기에 진단하는 것이 중요하다. 인두주위공간은 인두후공간과 연결되어 있으므로 인두후공간의 감염은 식도 뒤쪽과 가슴세로칸까지 전파될 수 있다. 인두후농양은 어떤 연령의 성인에서도 발병할 수 있다.
인두후농양으로 인해 기도폐쇄나 패혈증이 발생할 수 있으며, 둘 모두 생명을 위협하는 응급 상황에 해당한다. 즉시 치료를 받지 못하고, 심각한 문제가 있다는 걸 알기도 전에 질식사하는 경우가 주된 사망의 원인이다.